# 12. November
Der 12. November ist der 316. Tag des gregorianischen Kalenders (der 317. in Schaltjahren), somit bleiben 49 Tage bis zum Jahresende.

## Ereignisse

### Politik und Weltgeschehen
- 1202: Durch den Tod seines regierenden Bruders Knut VI. wird Waldemar II. neuer König in Dänemark.
- 1330: In der Schlacht bei Posada besiegt ein walachisches Heer eine zahlenmäßig erheblich stärkere ungarische Armee und sichert dem Fürstentum vorläufig die Unabhängigkeit.
- 1614: Mit dem Vertrag von Xanten wird der Jülich-Klevische Erbfolgestreit beigelegt und damit eine Auseinandersetzung auf europäischer Ebene abgewendet.
- 1673: Mit der Kapitulation des Festungskommandanten Dietrich von Landsberg zu Erwitte endet die Belagerung von Bonn im Holländischen Krieg. Die Franzosen büßen damit ihren Versorgungsweg über den Rhein in das Gebiet der Republik der Sieben Vereinigten Provinzen ein.

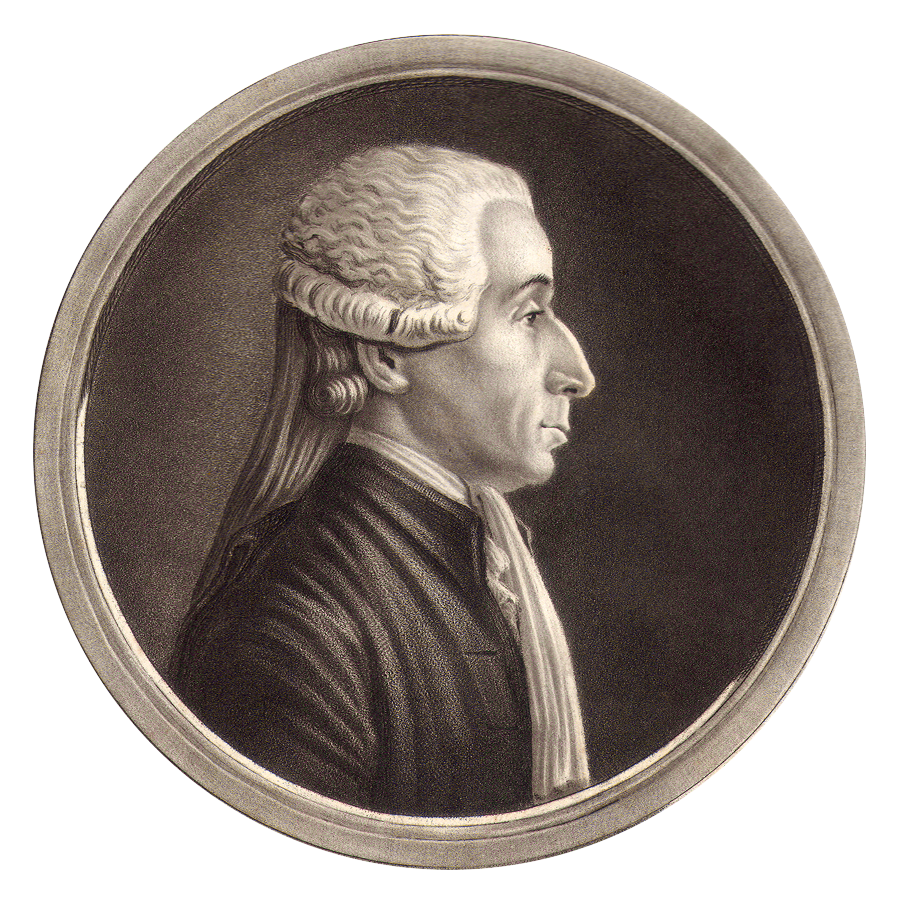
1793: Jean-Sylvain Bailly

- 1793: Jean-Sylvain Bailly, früher erster Bürgermeister von Paris und zeitweiliger Präsident der Nationalversammlung, wird auf der Guillotine hingerichtet. Der Astronom ist am Vortag als „Königsfreund und gewalttätiger Unterdrücker der Volksfreiheit“ zum Tod verurteilt worden.
- 1841: Während des Ersten Anglo-Afghanischen Krieges beginnt die Belagerung von Dschalalabad.
- 1848: Die Frankfurter Nationalversammlung verabschiedet das Gesetz betreffend einer deutschen Kriegs- und Handelsflagge, das erstmals die Farben Schwarz-Rot-Gold als nationales Symbol vorschreibt.
- 1863: Mit dem Württembergischen Sanitätsverein wird die erste nationale Rotkreuz-Gesellschaft gegründet.
- 1878: US-Präsident Rutherford B. Hayes entscheidet als von Argentinien gebetener Schiedsrichter im Streit über den Grenzverlauf im Gran Chaco zu Gunsten Paraguays und zu Lasten der Tripel-Allianz.
- 1887: Die Kehlkopfkrebserkrankung des späteren deutschen Kaisers Friedrich III. wird öffentlich bekanntgegeben
- 1893: Der Außenminister der Britisch-Indischen Verwaltung, Sir Henry Mortimer Durand legt eine neue Grenze zwischen Afghanistan und Britisch-Indien fest. Die Durand-Linie bildet bis heute weitgehend die Süd- und Ostgrenze Afghanistans.
- 1918: Frauen erhalten durch den Rat der Volksbeauftragten das aktive und passive Wahlrecht in Deutschland.
- 1918: Die Bayerische Volkspartei (BVP) wird in Regensburg gegründet
- 1918: In Wien endet mit der Ausrufung der Republik Deutschösterreich die rund 600-jährige Herrschaft der Habsburger in Österreich.

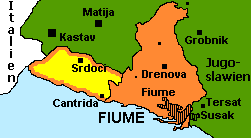
1920: Freistaat Fiume, orange: altes Stadtgebiet, gelb: neu

- 1920: Italien und das Königreich der Serben, Kroaten und Slowenen schließen den Grenzvertrag von Rapallo. Die von italienischen Freischärlern unter Führung des Faschisten und Nationalisten Gabriele D’Annunzio besetzte Stadt Fiume, das heutige Rijeka, wird zum Freistaat erklärt.
- 1921: Die Washingtoner Flottenkonferenz der fünf führenden Seemächte tritt erstmals zusammen, um über Fragen der Rüstungskontrolle zu beraten.
- 1927: Leo Trotzki wird aus der KPdSU ausgeschlossen.
- 1933: Bei den Reichstagswahlen ist nur noch die NSDAP wählbar und zugleich wird in einer Volksabstimmung über den Austritt Deutschlands aus dem Völkerbund abgestimmt.
- 1942: Britische Soldaten besetzen kampflos das wenige Tage zuvor vom Deutschen Afrikakorps geräumte Fort Capuzzo. Dies ist der letzte von über einem Dutzend Besitzerwechseln der Festung, die wie kein anderer Ort als ein Symbol der charakteristischen Dynamik der Kämpfe in Nordafrika während des Zweiten Weltkriegs steht.

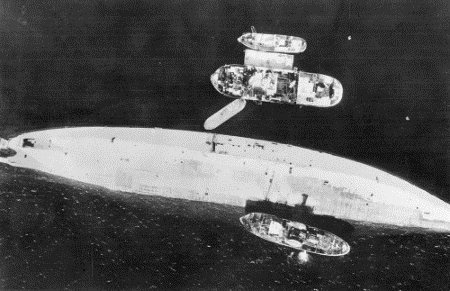
1944: Die gekenterte Tirpitz

- 1944: Das größte deutsche Schlachtschiff, die Tirpitz, wird im Zweiten Weltkrieg bei Tromsø (Nordnorwegen) von britischen viermotorigen Lancaster-Bombern mit 5,4-Tonnen-Bomben („Tallboys“) angegriffen und zum Kentern gebracht. Dabei kommen 1.204 Besatzungsmitglieder ums Leben.
- 1948: In den Tokioter Prozessen werden führende Personen der japanischen Armee wegen Kriegsverbrechen und Verbrechen gegen die Menschlichkeit verurteilt. Die sieben Todesurteile werden am 23. Dezember vollstreckt.
- 1948: Mit dem bislang einzigen Generalstreik in Westdeutschland demonstrieren mehrere Millionen Arbeitnehmer in der amerikanischen und der britischen Besatzungszone für Lohnerhöhungen und die Wiedereinführung der Preiskontrollen.
- 1955: Aushändigung der Ernennungsurkunden an die ersten 101 Freiwilligen der Bundeswehr in Andernach: 2 Generalleutnante (Hans Speidel und Adolf Heusinger), 48 Stabsoffiziere, 40 Hauptleute, 5 Oberleutnante und 6 Unteroffiziere.
- 1968: Der sowjetische Staats- und Parteichef Leonid Breschnew verkündet auf dem fünften Parteitag der Polnischen Vereinigten Arbeiterpartei die so genannte Breschnew-Doktrin einer beschränkten Souveränität im sozialistischen Lager. Sie soll den Einmarsch von Truppen in die Tschechoslowakei im Prager Frühling rechtfertigen, weil eine Bedrohung des sozialistischen Systems bestanden habe.
- 1969: Die indische Premierministerin Indira Gandhi wird durch den Parteipräsidenten S. Nijalingappa wegen vermeintlich parteischädigenden Verhaltens aus der Kongresspartei ausgeschlossen. Infolgedessen kommt es nicht zur intendierten Abwahl Indira Gandhis, sondern zur Spaltung der Kongresspartei.
- 1970: Bei Zusammenstößen mit Sicherheitskräften kommen in Istanbul 35 Arbeiter ums Leben.
- 1973: Nach dem Rücktritt von Vizepräsident Spiro Theodore Agnew nominiert US-Präsident Richard Nixon Gerald Rudolph Ford als Nachfolger.
- 1982: Der ehemalige KGB-Vorsitzende Juri Wladimirowitsch Andropow wird als Nachfolger des verstorbenen Leonid Breschnew Generalsekretär der KPdSU.
- 1990: Kaiser Akihito wird zum 125. Tennō von Japan proklamiert.
- 1990: Die Räumung dreier besetzter Häuser in Berlin führt zu Solidaritätsaktionen im Umfeld der damals größtenteils besetzten Mainzer Straße. Die folgenden Auseinandersetzungen der Besetzer mit der Polizei kulminieren zwei Tage später in der Räumung der Mainzer Straße.

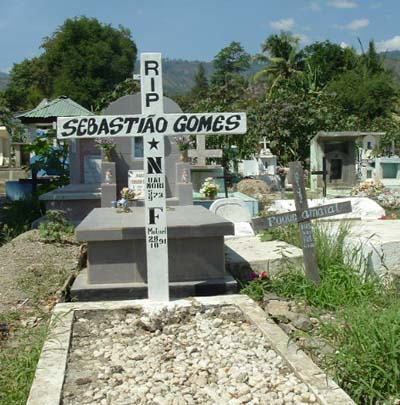
1991: Der Friedhof Santa Cruz in Dili

- 1991: In Dili, der Hauptstadt des heutigen Osttimor, kommt es zum Santa-Cruz-Massaker durch indonesische Sicherheitskräfte, bei dem rund 270 Menschen getötet werden.
- 1992: Gegen den ehemaligen Staats- und Parteichef Erich Honecker und fünf andere SED-Größen beginnt ein Prozess wegen des Schießbefehls an der innerdeutschen Grenze.
- 1994: Chandrika Bandaranaike Kumaratunga wird Staatsoberhaupt von Sri Lanka.
- 1995: In Aserbaidschan finden die ersten freien Parlamentswahlen statt.
- 1995: Als erster Staat, der keine koloniale Beziehung zum Vereinigten Königreich hatte, tritt Mosambik dem Commonwealth of Nations bei.
- 2011: Silvio Berlusconi beendet per offizieller Einreichung des Rücktritts seine letzte Amtszeit als Ministerpräsident Italiens nach Kritik an den Folgen seines Regierungskurses angesichts der Eurokrise.

### Wirtschaft
- 1895: Mit dem Automobile Club de France entsteht in Paris der weltweit erste Verkehrsclub.
- 1938: Mit der Verordnung zur Ausschaltung der Juden aus dem deutschen Wirtschaftsleben finden die Arisierungen in der Zeit des Nationalsozialismus ihren Abschluss.
- 1943: In einem als Lex Krupp bekannten Führererlass verfügt Adolf Hitler die Umwandlung des Unternehmens Friedrich Krupp AG in eine Personengesellschaft mit besonders geregelter Nachfolge. Die Familie erspart sich dadurch Erbschaftsteuer.
- 1953: Der Sender Freies Berlin wird gegründet.
- 2003: In Paris treffen sich schätzungsweise 50.000 Globalisierungskritiker zum 2. Europäischen Sozialforum, das bis zum 16. November dauern wird.

### Wissenschaft und Technik
- 1799: Alexander von Humboldt beobachtet und beschreibt in Cumaná, Venezuela, einen Meteorstrom der Leoniden – Grundlage für die spätere Erkenntnis, dass solche Himmelsereignisse periodisch auftreten.
- 1847: Der schottische Arzt James Young Simpson gibt in Edinburgh eine Schrift über die an sich selbst getestete Wirkung von Chloroform heraus. Er setzt in der Folge das Betäubungsmittel bei Gebärenden ein.
- 1862: Christian Heinrich Friedrich Peters entdeckt den Asteroiden (77) Frigga.
- 1877: Die erste deutsche Telegraphenlinie mit Fernsprechern wird bei Berlin zwischen Rummelsburg und Friedrichsberg eröffnet.
- 1901: Luigi Carnera entdeckt den Asteroiden (479) Caprera.

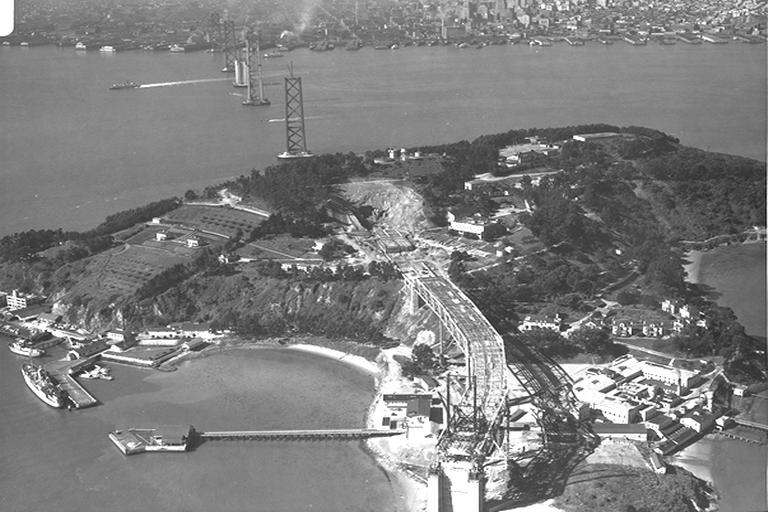
1936: Die Bay Bridge im Bau

- 1936: Die San Francisco-Oakland Bay Bridge über die Bucht von San Francisco zwischen San Francisco und Oakland im US-Bundesstaat Kalifornien wird eröffnet.

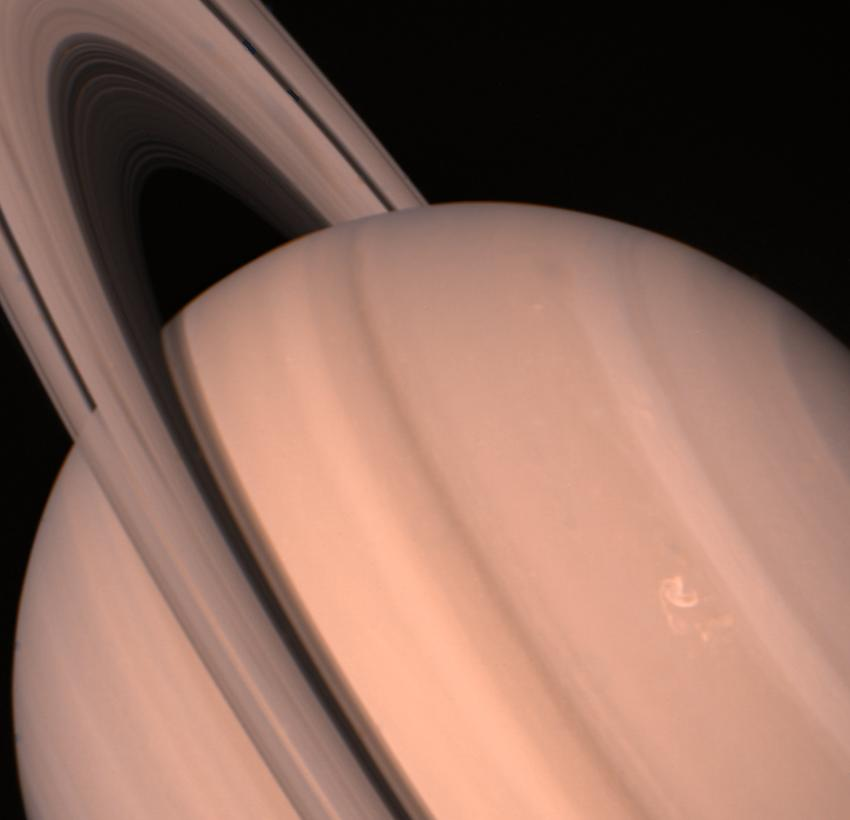
1980: Saturn und seine Ringe

- 1980: Die Raumsonde Voyager 1 passiert den Saturn und sendet detaillierte Aufnahmen des Ringsystems zur Erde.
- 1981: Nach 84 Stunden und 9.244 km landen der US-Amerikaner Ben Abruzzo und seine Besatzung mit ihrem Ballon Double Eagle V nach der ersten Überquerung des Pazifiks in einem Ballon im Mendocino National Forest in Kalifornien.
- 2014: Der Lander Philae der ESA-Raumsonde Rosetta landet erfolgreich auf dem Kometen 67/P Tschurjumov-Gerassimenko.

### Kultur
- 1638: Der Hortus Botanicus Amsterdam entsteht als städtische Einrichtung. Er zählt zu den ersten botanischen Gärten der Welt.
- 1780: In Wolfersdorf, einem Ort in der Hallertau, missachten vier Bauernburschen ein Tanzverbot. Der Volkstanz Zwiefacher wird deshalb im Gerichtsprotokoll erstmals dokumentiert.
- 1856: Am Théâtre des Bouffes-Parisiens in Paris erfolgt die Uraufführung der Operette Six Demoiselles à marier von Léo Delibes.
- 1857: Bei Drainierungsarbeiten auf dem Rittergut Lauersfort im Kreis Moers wird die Lauersforter phalera aus dem 1. Jahrhundert n. Chr. gefunden, die sich heute in der Berliner Antikensammlung befindet.
- 1859: Jules Léotard führt im Pariser Cirque Napoléon als erster Mensch einen Salto vom Trapez vor. Der Luftseilakt Fliegendes Trapez ist geboren.
- 1860: In Wien wird der Dianabad-Saal, das in der Wintersaison als Konzert- und Ballsaal genutzte Dianabad, eröffnet.
- 1900: Die Weltausstellung in Paris endet mit ca. 50 Millionen Besuchern (bei einer Gesamtbevölkerung Frankreichs von 39 Millionen).
- 1909: Am Theater an der Wien in Wien findet die Uraufführung der Operette Der Graf von Luxemburg von Franz Lehár statt. Das Libretto stammt von Robert Bodanzky und Alfred Maria Willner. Die von Robert Stolz dirigierte Uraufführung wird mit stürmischem Beifall bedacht.
- 1925: Geschichte des Jazz: Louis Armstrong spielt mit seiner neu gegründeten Formation Louis Armstrong and His Hot Five die ersten Aufnahmen ein. Zu hören sind neben Armstrong am Kornett seine Frau Lil Hardin Armstrong am Klavier, Johnny Dodds an Klarinette und Altsaxophon sowie Kid Ory an der Posaune und Johnny St. Cyr am Banjo.
- 1947: Der Vermeer-Fälscher Henricus Antonius van Meegeren wird von der vierten Kammer des Amsterdamer Landgerichtes wegen Fälschung und Betrugs zu der Mindeststrafe von einem Jahr Gefängnis verurteilt.
- 1987: Das Frankfurter Opernhaus wird durch Brandstiftung zerstört. Der Wiederaufbau kostet 170 Millionen DM.
- 1989: Drei Tage nach dem Fall der Berliner Mauer findet in der Westberliner Deutschlandhalle das Konzert für Berlin statt, mit dem Jugendliche aus Ost-Berlin und der DDR willkommen geheißen werden sollen.

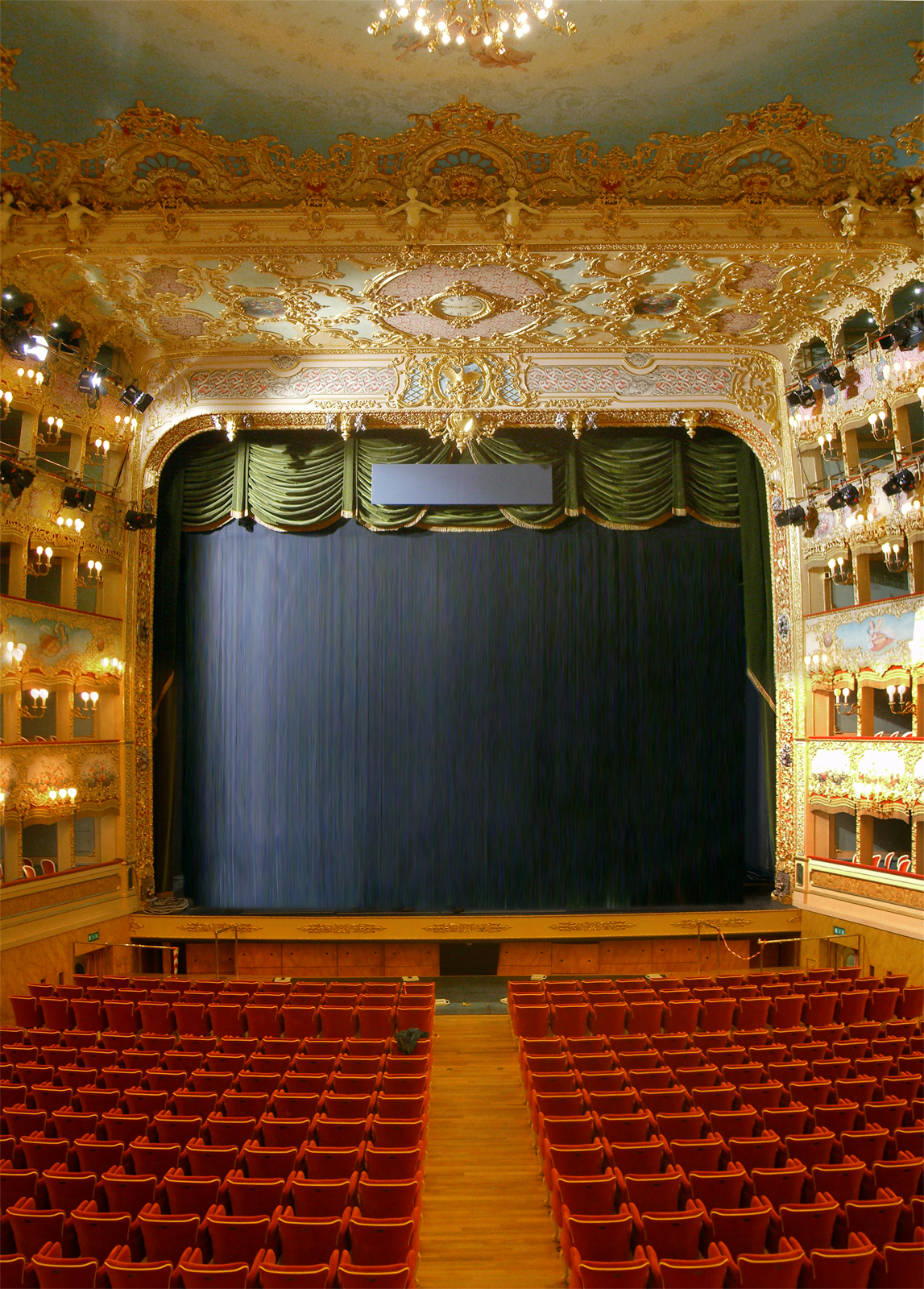
Zuschauerraum des Teatro la Fenice

- 2004: Nach der Eröffnung als Konzertsaal am 14. Dezember des Vorjahres wird mit der seinerzeit modernsten Bühnenmaschinerie der Welt auch der Opernbetrieb im am 29. Januar 1996 abgebrannten Teatro La Fenice in Venedig wieder aufgenommen.

### Religion
- 1323: Mit der Päpstlichen Bulle Cum inter nonnullos greift Papst Johannes XXII. drastisch in den Armutsstreit der Franziskaner ein. Der Papst verurteilt die von den Spiritualen aufgestellte Behauptung, Christus und die Apostel hätten nichts Eigenes besessen, als Ketzerei und stellt klar, dass diese Behauptungen eine Verunglimpfung der Heiligen Schrift seien.
- 1425: Bernard Garnier wird als Benedikt XIV. Gegenpapst zum Gegenpapst Clemens VIII. und zu Papst Martin V., den fast alle Länder anerkannt haben, eingesetzt.
- 1431: Papst Eugen IV. erklärt mit der Bulle Quoniam alto das am 29. Juli eröffnete Konzil von Basel für aufgelöst und beruft ein alternatives Konzil nach Bologna ein. Die in Basel anwesenden Kirchenvertreter lassen sich davon jedoch nicht beeindrucken und halten am 14. Dezember die erste Sitzung ab.
- 2002: In Potsdam unterzeichnen Ministerpräsident Matthias Platzeck und der Apostolische Nuntius Giovanni Lajolo das Konkordat zwischen dem Heiligen Stuhl und dem Land Brandenburg. Brandenburg ist das letzte der neuen Länder, das einen derartigen Vertrag abschließt.

### Katastrophen
- 1908: Bei einer Schlagwetter-Explosion in der Zeche Radbod in Hamm, Westfalen, sterben 348 Bergleute.
- 1970: Ein Zyklon mit Windgeschwindigkeiten von bis zu 230 km/h und meterhohen Flutwellen trifft Ostpakistan, das heutige Bangladesch. Mehr als 300.000 Menschen kommen bei diesem folgenschwersten bekannten Wirbelsturm ums Leben.
- 1996: Bei der bislang folgenschwersten Flugzeugkollision in der Luft trifft eine Iljuschin Il-76 der Air Kazakhstan auf eine Boeing 747 der Saudi Arabian Airlines im Luftraum über Charkhi Dadri in Haryana, Indien. Alle 349 Menschen in beiden Flugzeugen sterben.
- 1999: Ein Erdbeben im Nordwesten der Türkei fordert ca. 370 Tote.
- 2017: An der Grenze zwischen dem Irak und dem Iran fordert ein Erdbeben der Stärke 7,3 auf der Momenten-Magnituden-Skala ungefähr 540 Opfer.

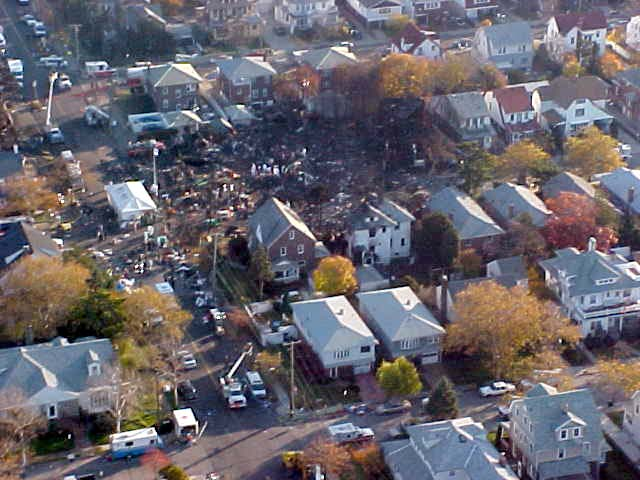
2001: Absturzstelle von Flug 587

- 2001: Ein Airbus A300, American-Airlines-Flug 587 nach Santo Domingo, Dominikanische Republik, stürzt in New York City, USA, weniger als drei Minuten nach dem Start vom John F. Kennedy International Airport in ein bewohntes Gebiet. Alle 260 Personen an Bord sowie fünf Anwohner sterben.

Kleinere Unglücksfälle sind in den Unterartikeln von Katastrophe und in der Liste von Katastrophen aufgeführt.

### Natur und Umwelt
- 1971: US-Präsident Richard Nixon erklärt das National Monument Arches im US-Bundesstaat Utah zum Nationalpark.

### Sport
- 1930: Trotz einer 2:3-Heimniederlage gegen Sparta Prag im zweiten Finalspiel gewinnt Rapid Wien mit einem Gesamtergebnis von 4:3 den Mitropapokal im Fußball.

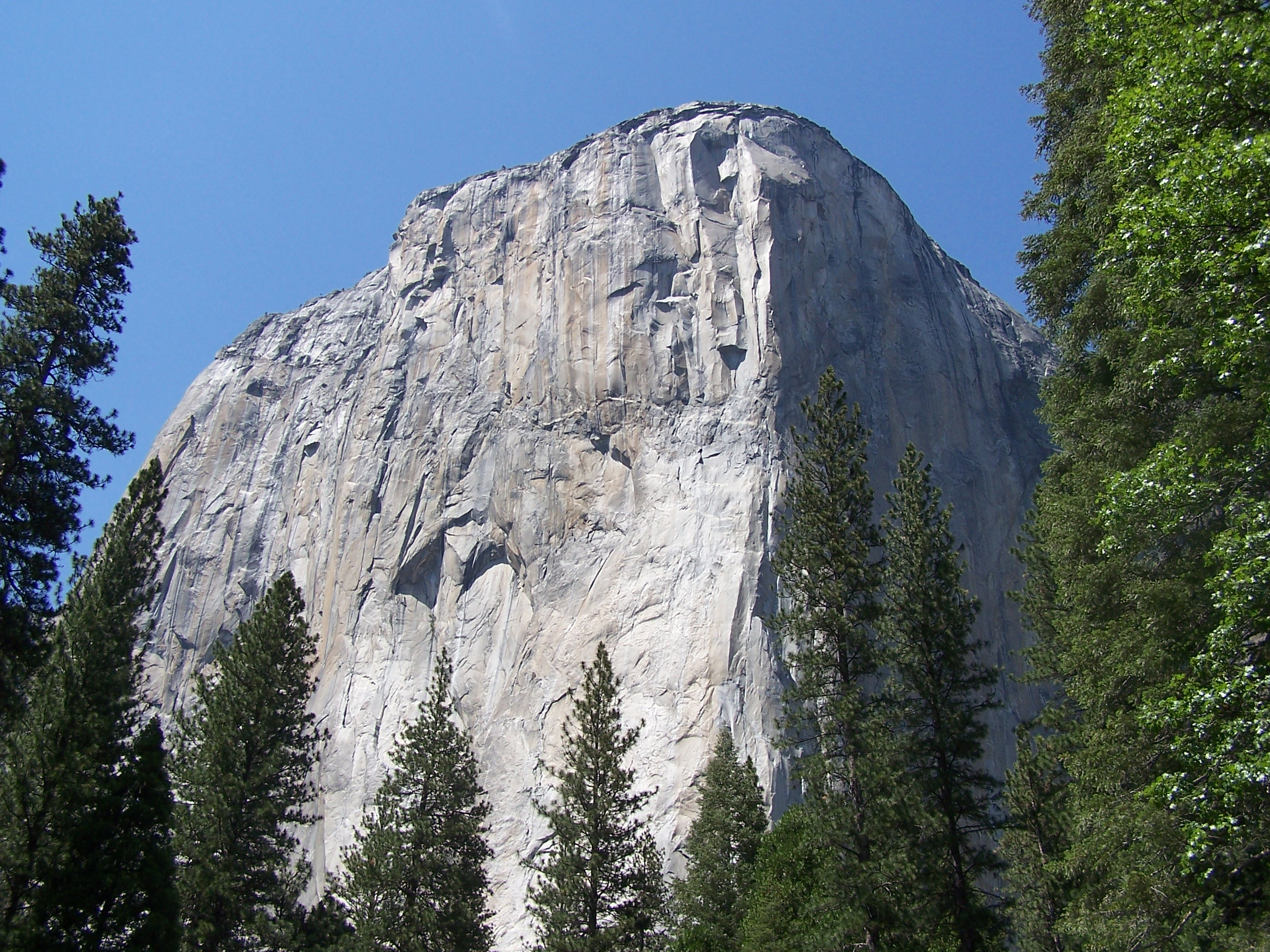
1958: El Capitan

- 1958: Dem Bergsteiger und Kletterer Warren Harding gelingt es mit seinem Team, die schwierige The Nose genannte Felswand des Berges El Capitan im Yosemite-Nationalpark nach langen Versuchen zu durchsteigen.
- 1962: Die Radrennbahn in Gent, in der jährlich Sechstagerennen stattfinden, wird durch einen Großbrand zerstört.
- 2004: Die deutsche Triathletin Nina Kraft wird für zwei Jahre wegen Dopings mit Erythropoietin (EPO) gesperrt.
- 2022: Neuseeland gewinnt das Finale der Frauen-Rugby-Union-Weltmeisterschaft in Auckland 34:31 gegen England.

Einträge von Leichtathletik-Weltrekorden befinden sich unter der jeweiligen Disziplin unter Leichtathletik.

## Geboren

### Vor dem 18. Jahrhundert
- 1450: Jakob von Savoyen, Sohn Ludwigs I. von Savoyen, Graf von Romont
- 1492: Johann Rantzau, holsteinischer Adliger, Feldherr in dänischen Diensten
- 1503: Philipp, Pfalzgraf und Herzog von Pfalz-Neuburg
- 1540: Anna von Pfalz-Veldenz, Markgräfin von Baden-Durlach
- 1547: Claudia von Valois, Tochter Heinrichs II. von Frankreich, Herzogin von Lothringen
- 1602: Johann Fromhold, brandenburgischer Staatsmann
- 1606: Jeanne Mance, französische Laienschwester und Krankenpflegerin
- 1615: Richard Baxter, englischer Theologe
- 1618: Gottfried Welsch, deutscher Mediziner
- 1633: Stephan Farfler, fränkischer Uhrmacher und Erfinder, möglicherweise erster Erbauer eines Rollstuhls
- 1648: Juana Inés de la Cruz, mexikanische Dichterin
- 1655: Francis Nicholson, britischer Kolonialpolitiker und Offizier, Gouverneur von Maryland, Virginia, Nova Scotia und South Carolina
- 1657: Anna Dorothea von Sachsen-Weimar, Äbtissin des Reichsstifts Quedlinburg
- 1663: Beat Heinrich Josef Zurlauben, französischer Militär und Ritter des St. Ludwigs-Ordens
- 1666: Mary Astell, englische Schriftstellerin, Rhetorikerin und Philosophin
- 1679: Firmin Abauzit, französischer Gelehrter

### 18. Jahrhundert
- 1724: Frans Casper Snitger, niederländischer Orgelbauer
- 1727: Iwan Iwanowitsch Schuwalow, russischer Graf, Favorit der Kaiserin Elisabeth, Förderer der Aufklärung, Begründer der Universität in Moskau und der Petersburger Kunstakademie
- 1729: Johann Friedrich Richter, deutscher Bankier, Handelsherr und Kunst- und Altertumssammler
- 1732: Johann Gottlieb Lessing, deutscher Pädagoge
- 1742: Friedrich Carl von Ahlefeldt, deutscher Leutnant und General
- 1746: Jacques Alexandre César Charles, französischer Physiker, Chemiker, Erfinder und Luftfahrtpionier
- 1746: Tiradentes, brasilianischer Freiheitskämpfer gegen die portugiesische Kolonialmacht in Minas Gerais
- 1755: Gerhard Johann David von Scharnhorst, preußischer General
- 1758: Jean-Joseph Mounier, französischer Politiker
- 1760: Adrien Jean-Baptiste du Bosc, französischer General
- 1763: Heinrich Joseph Joesten, deutscher Jurist und Kommunalpolitiker
- 1767: Bernhard Romberg, deutscher Cellist und Komponist
- 1777: Enewold Christian Alsen, deutscher Jurist
- 1780: Pieter Retief, burischer Pionier (Voortrekker)
- 1788: Kilian Ponheimer der Jüngere, österreichischer Maler und Kupferstecher
- 1789: Stephan Metz, Mainzer Bürgermeister
- 1789: Philipp Jakob Siebenpfeiffer, deutscher Jurist, politischer Publizist, Mitinitiator des Hambacher Festes
- 1790: Gottlieb Heinrich Schmückert, Generalpostdirektor des Königreichs Preußen
- 1793: Johann Friedrich Eschscholtz, deutscher Naturforscher und Forschungsreisender

### 19. Jahrhundert

#### 1801–1850
- 1802: Heinrich Schaper, deutscher Orgelbauer
- 1803: Johann Kaspar Ammann, Schweizer Jurist und Politiker
- 1804: Hans Heinrich Ryffel, Schweizer Unternehmer und Politiker
- 1815: Elizabeth Cady Stanton, US-amerikanische Bürger- und Frauenrechtlerin
- 1817: Baha’u’llah, persischer Religionsstifter der Bahai-Religion
- 1819: Daniel Sanders, deutscher Sprachforscher und Lexikograf
- 1827: Gustav Adolf Merkel, deutscher Musikpädagoge und Komponist
- 1831: Anton Kerner von Marilaun, österreichischer Botaniker und Professor
- 1833: Alexander Porfirjewitsch Borodin, russischer Komponist, Chemiker und Mediziner
- 1834: Franz Brandts, deutscher Industrieller
- 1836: Samuel David, französischer Komponist

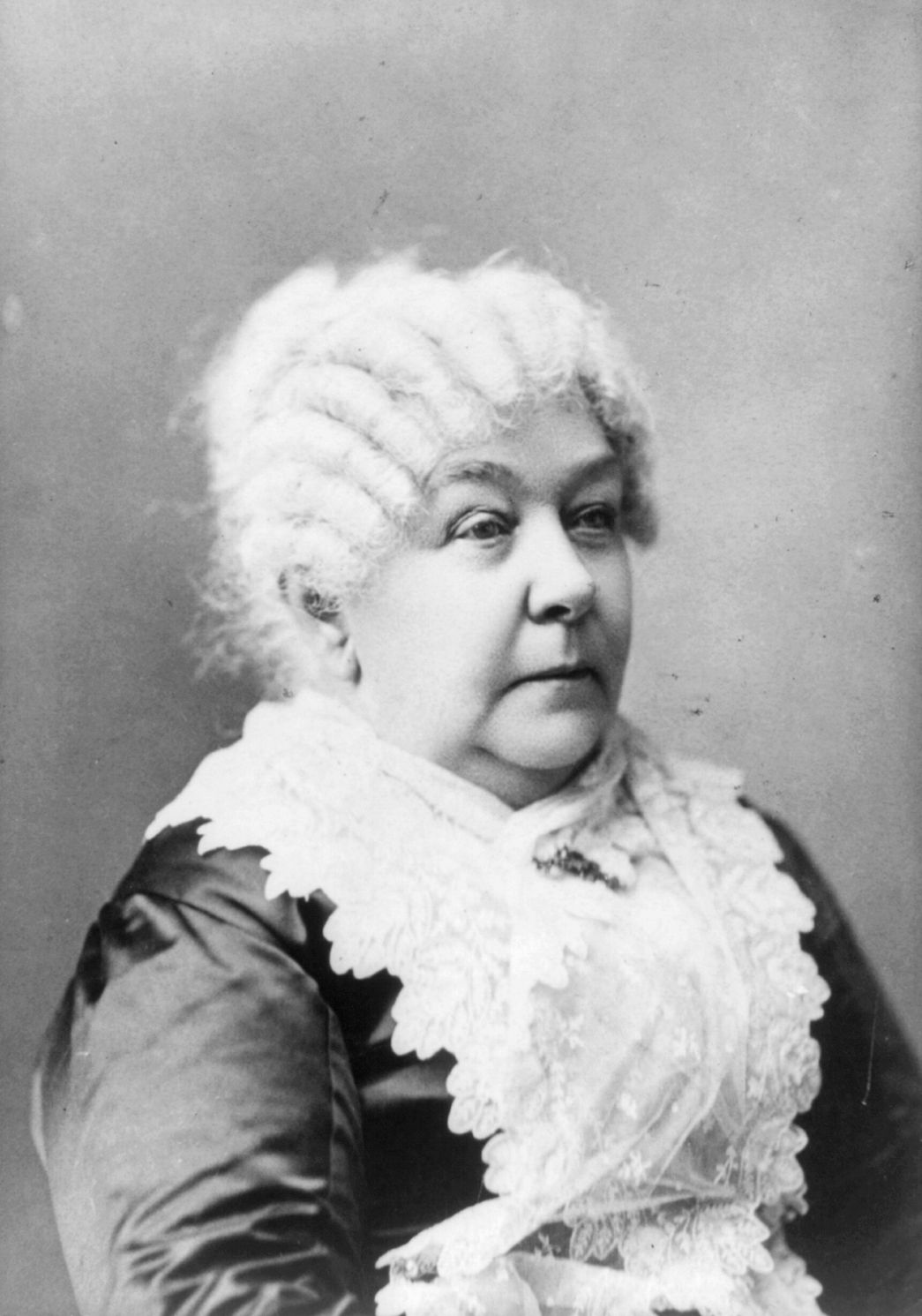
Elizabeth Cady Stanton (* 1815)
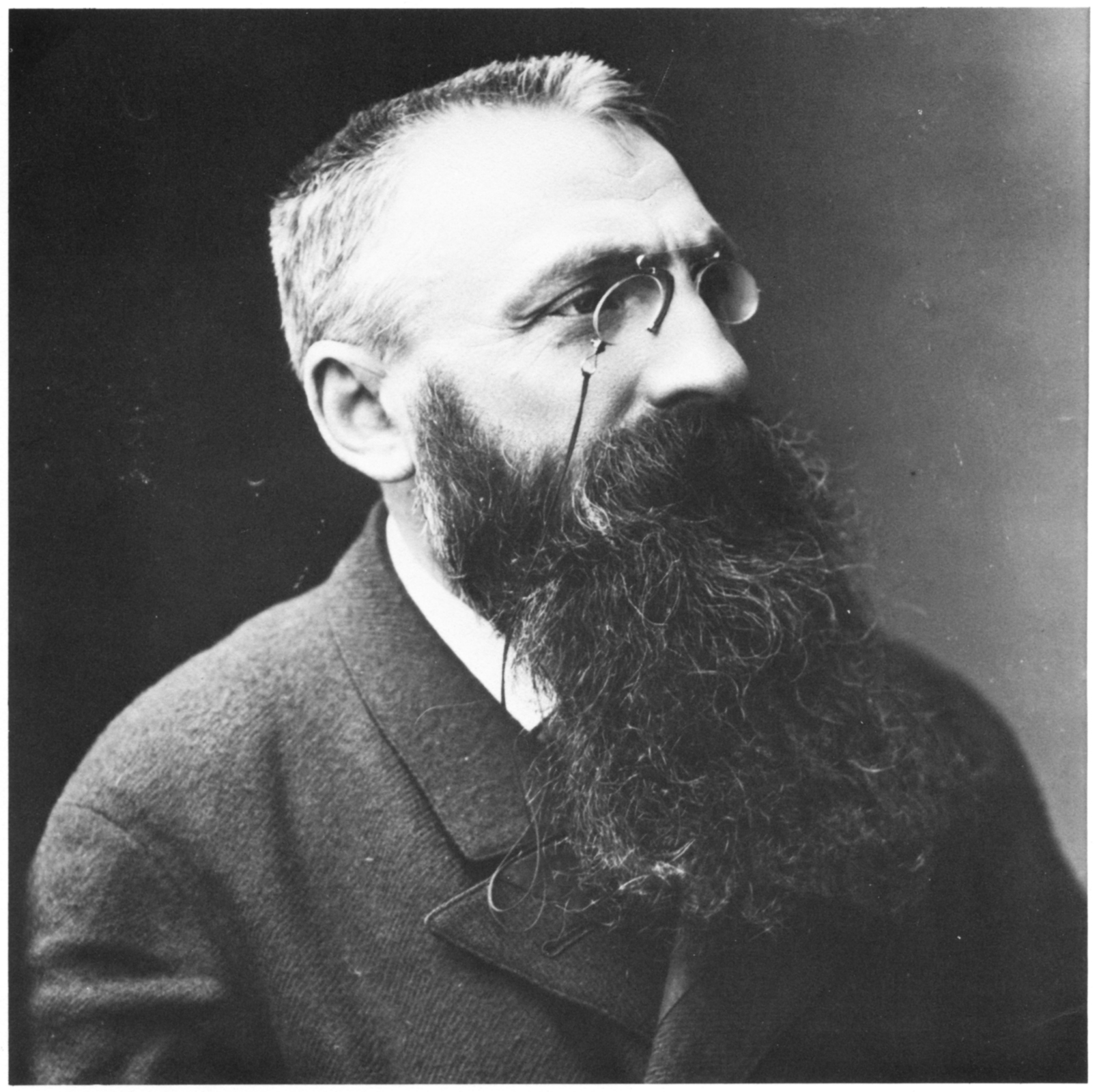
Auguste Rodin (* 1840)
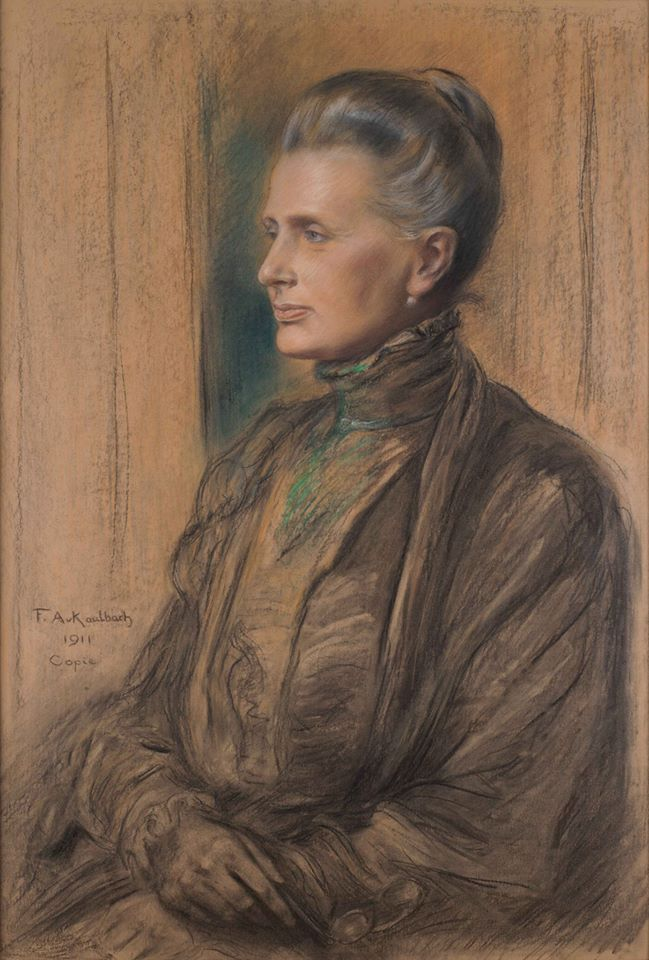
Therese von Bayern (* 1850)

- 1840: Auguste Rodin, französischer Bildhauer
- 1841: Preston Lea, US-amerikanischer Politiker, Gouverneur von Delaware
- 1842: John Strutt, 3. Baron Rayleigh, britischer Physiker, Nobelpreisträger
- 1848: Eduard Müller, Schweizer Jurist, Offizier und Politiker, National- und Bundesrat
- 1849: Ernst Sandberg, deutscher Mediziner
- 1850: Michail Iwanowitsch Tschigorin, russischer Schachspieler
- 1850: Therese von Bayern, deutsche Ethnologin, Zoologin, Botanikerin und Anthropologin

#### 1851–1900
- 1851: Eduard Engel, deutscher Literaturhistoriker und Stilist jüdischer Herkunft
- 1853: Oskar Panizza, deutscher Arzt und Schriftsteller
- 1855: Amandus Heinrich Adamson, estnischer Bildhauer
- 1856: Felix Auerbach, deutscher Physiker
- 1858: Alexis Contant, kanadischer Komponist, Organist und Musikpädagoge
- 1861: Paul Preuß, deutscher Botaniker und Forschungsreisender
- 1863: Franz Boluminski, deutscher Kolonialbeamter
- 1863: Karl Dove, deutscher Geograph, Meteorologe und Afrikaforscher
- 1863: Johannes Thienemann, deutscher Ornithologe
- 1866: Sun Yat-sen, chinesischer Politiker
- 1867: Leonard Jägerskiöld, schwedischer Zoologe
- 1869: Jean Majola, französischer Unternehmer und Autorennfahrer
- 1870: Minna Bachem-Sieger, deutsche Politikerin, Frauenrechtlerin und Dichterin
- 1872: Hermann Röchling, deutscher Montanunternehmer
- 1872: Otto Schlüter, deutscher Siedlungsgeograph
- 1873: Adolf Schipper, deutscher Offizier und Kolonialbeamter
- 1875: Fritz Erle, deutscher Ingenieur und Automobilrennfahrer
- 1875: Stanislaus von Prowazek, tschechisch-österreichischer Zoologe und Bakteriologe
- 1876ː Edmée Broers, niederländische Malerin
- 1877: Raban Adelmann von Adelmannsfelden, deutscher Ministerialbeamter und Diplomat
- 1877: Warren Robinson Austin, US-amerikanischer Diplomat und Politiker
- 1877: Torolf Voss, norwegischer Komponist und Dirigent
- 1879: Wilhelm Schubert, deutscher Offizier
- 1881: Maximilian von Weichs, deutscher Generalfeldmarschall des Zweiten Weltkriegs
- 1881: Ulrich von Hassell, deutscher Diplomat und Widerstandskämpfer des 20. Juli 1944
- 1881: Jacob Hergenhahn, deutsch-US-amerikanischer Kunstturner
- 1882: Giuseppe Antonio Borgese, italienischer Autor
- 1883: James Wheaton Mott, US-amerikanischer Politiker
- 1886: Agustín Acosta, kubanischer Politiker und Schriftsteller
- 1886: Günter Oskar Dyhrenfurth, deutsch-schweizerischer Bergsteiger und Geologe
- 1889: Carl Haensel, deutscher Schriftsteller
- 1890: Kurt Hoffmann, deutscher Ruderer
- 1891: Seth Barnes Nicholson, US-amerikanischer Astronom
- 1893: Ecka Possekel-Oelsner, deutsche Malerin
- 1895: Luis Emilio Mena, dominikanischer Komponist und Musiker
- 1895: Vittore Stocchi, italienischer Ruderer
- 1896: Makino Shin’ichi, japanischer Schriftsteller
- 1896: Hermann Klippel deutscher Mundartdichter der Oberlausitz
- 1897: Alfred Aufdenblatten, schweizerischer Skilangläufer
- 1897: Hans Deppe, deutscher Regisseur
- 1897: Karl Marx, deutscher Komponist
- 1898: Leopold Okulicki, Führer der polnischen Heimatarmee
- 1899: Hildegard Bleyler, deutsche Politikerin, MdB
- 1899: Martín Cárdenas, bolivianischer Botaniker
- 1899: Wilhelm Lachnit, deutscher Maler und Graphiker
- 1900: Emanuel Ringelblum, polnisch-jüdischer Historiker, Politiker, Pädagoge und Publizist, legte das Untergrundarchiv Oneg Szabat an
- 1900: Jean Desvignes, französischer Autorennfahrer
- 1900: Caroline K. Simon, US-amerikanische Juristin und Politikerin

### 20. Jahrhundert

#### 1901–1925
- 1901: Adolfo Mengotti, Schweizer Fußballspieler
- 1901: Herbert Weißbach, deutscher Schauspieler
- 1905: Jewgeni Grigorjewitsch Brussilowski, russischer Komponist
- 1905: Jacques Savoye, französischer Unternehmer und Autorennfahrer
- 1907: Ernst Albrecht, deutscher Fußballspieler
- 1908: Hans Werner Richter, deutscher Schriftsteller, Begründer des Schriftstellertreffens Gruppe 47
- 1910: Kurt Hoffmann, deutscher Filmregisseur
- 1911: Ding Shan-de, chinesischer Komponist
- 1911: Chad Varah, britischer Priester, Begründer der modernen Telefonseelsorge
- 1912: Tuffy Leemans, US-amerikanischer American-Football-Spieler
- 1912: Bernardino Echeverría Ruiz, ecuadorianischer Priester, Erzbischof von Guayaquil und Kardinal
- 1914: Peter Whitehead, britischer Rennfahrer
- 1915: Roland Barthes, französischer Kritiker
- 1915: Sunshine Sue, US-amerikanische Country-Musikerin
- 1915: Lawrence Winters, US-amerikanischer Opernsänger
- 1916: Paul Emery, britischer Autorennfahrer und Konstrukteur
- 1916: Jean Papineau-Couture, kanadischer Komponist
- 1916: Ernst Schaude, deutscher Verwaltungsjurist
- 1917: Jo Stafford, US-amerikanische Sängerin
- 1918: Bartolomej Urbanec, slowakischer Komponist und Dirigent
- 1920: Mattia Moreni, italienischer Maler
- 1920: Richard Quine, US-amerikanischer Schauspieler und Drehbuchautor, Komponist, Produzent und Filmregisseur
- 1921: Hartmut Aschermann, deutscher Theologe
- 1921: Roland Béguelin, Schweizer Politiker und Separatistenführer
- 1921: Robert Fleming, kanadischer Komponist, Pianist, Organist, Chorleiter und Musikpädagoge
- 1922: Charlotte MacLeod, kanadische Krimi-Schriftstellerin
- 1923: Aleksy Antkiewicz, polnischer Boxer
- 1923: Alirio Díaz, venezolanischer Gitarrist

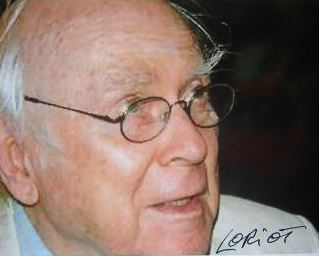
Loriot (* 1923)

- 1923: Loriot, deutscher Humorist und Zeichner, Schauspieler und Regisseur
- 1925: Gaetano Arfé, italienischer Politiker, Journalist und Historiker
- 1925: Heinz Schubert, deutscher Schauspieler
- 1925: Stanislav Šebek, tschechischer Komponist und Musikpädagoge

#### 1926–1950
- 1927: Jack Butler, US-amerikanischer American-Football-Spieler und -Scout
- 1928: Henry Büttner, deutscher Karikaturist
- 1928: Napoleón Dihmes, dominikanischer Opernsänger
- 1929: Michael Ende, deutscher Schriftsteller

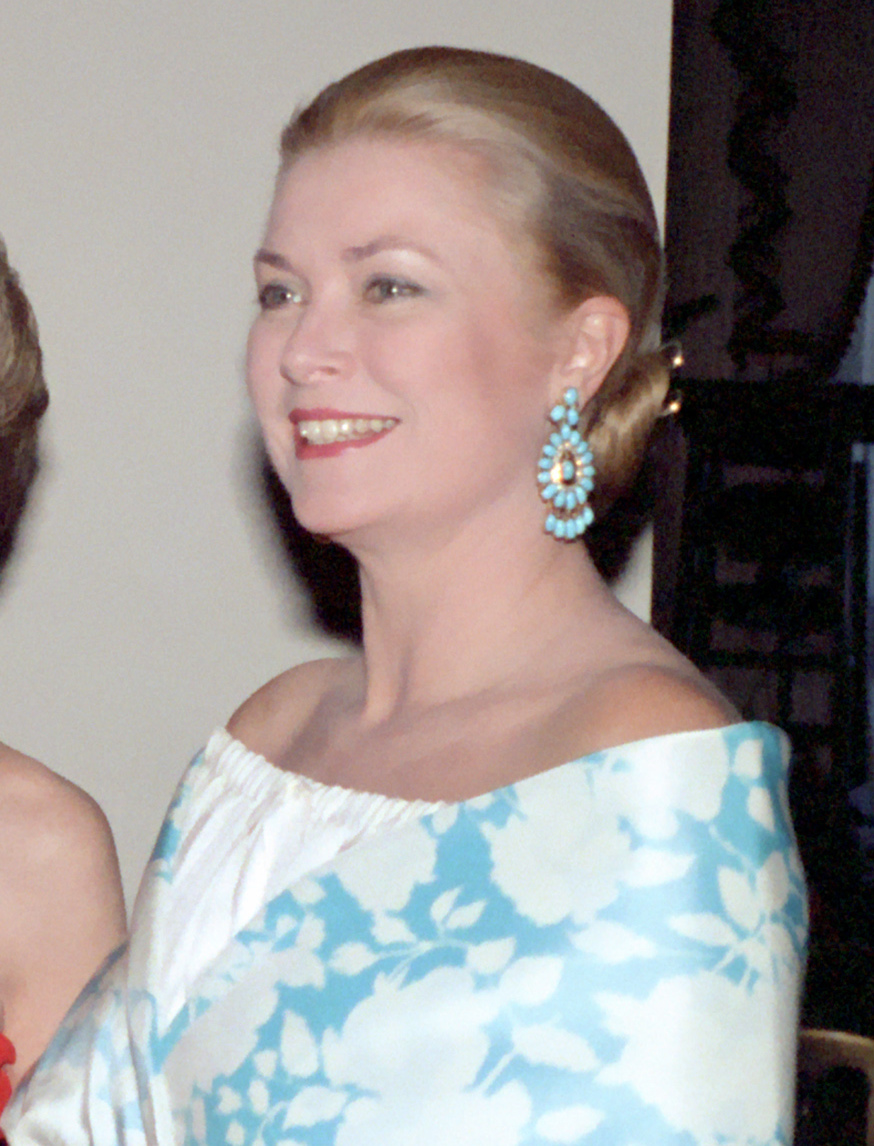
Grace Kelly (* 1929)

- 1929: Grace Kelly, US-amerikanische Schauspielerin und Fürstin von Monaco
- 1929: Wolfgang Meid, deutscher Indogermanist
- 1930: Tonke Dragt, niederländische Kinder- und Jugendbuch-Schriftstellerin
- 1930: Ève Gagnier, kanadische Sopranistin und Schauspielerin
- 1932: Witold Krejer, russischer Leichtathlet
- 1932: Rolf Töpfer, deutscher Radrennfahrer
- 1933: Bruno Sacco, deutsch-italienischer Konstrukteur, Designer bei Mercedes-Benz
- 1933: Wolfgang Schlüter, deutscher Jazzmusiker
- 1934: Al Hendrix, US-amerikanischer Rock-’n’-Roll- und Country-Sänger
- 1934: Charles Manson, US-amerikanischer Sektenführer und Massenmörder
- 1934: Subramaniam Narayan, indischer Fußballtorwart
- 1934: Leonid Stein, sowjetischer Schachgroßmeister
- 1934: Vavá, brasilianischer Fußballspieler
- 1936: Ingrid Holzhüter, deutsche Politikerin, MdB
- 1936: Tamas Ungvary, ungarisch-schwedischer Dirigent, Komponist und Musikpädagoge
- 1937ː Irene Rodrian, deutsche Schriftstellerin und Drehbuchautorin
- 1937: Richard Truly, US-amerikanischer Astronaut
- 1938: Heide Kipp, deutsche Schauspielerin
- 1938: Richard George May, britischer Politiker und Jurist am Internationalen Strafgerichtshof
- 1938: Benjamin William Mkapa, tansanischer Politiker
- 1938: Mort Shuman, US-amerikanischer Sänger und Songschreiber
- 1939: Lucia Popp, slowakische Opernsängerin (Sopran)
- 1939: Dieter Wedel, deutscher Regisseur und Drehbuchautor
- 1940: Jürgen Todenhöfer, deutscher Politiker, MdB, Manager und Autor
- 1941: Rainer Riehn, deutscher Komponist und Dirigent
- 1941: Cristina Peri Rossi, uruguayische Schriftstellerin
- 1942: Nikolaus Amrhein, deutscher Biochemiker und Pflanzenwissenschaftler
- 1942: Aud Inger Aure, norwegische Politikerin, Justizministerin
- 1942: Tommy Couch, US-amerikanischer Musikproduzent, Songwriter, Toningenieur und Labelbetreiber
- 1942: Sabina Grzimek, deutsche Bildhauerin
- 1943: Errol Brown, jamaikanisch-britischer Sänger und Songschreiber (Hot Chocolate)
- 1943: Brian Hyland, US-amerikanischer Pop-Sänger
- 1943: Wallace Shawn, US-amerikanischer Schauspieler und Schriftsteller
- 1943: Björn Waldegård, schwedischer Rallyefahrer
- 1944: Matthijs van den Adel, niederländischer Bankmanager
- 1944: Ken Houston, US-amerikanischer American-Football-Spieler
- 1944: Booker T. Jones, US-amerikanischer Musiker und Songschreiber
- 1944: Xavier Mathiot, französischer Autorennfahrer
- 1944: Dieter Saldecki, deutscher Journalist, Autor und Dramaturg
- 1945: François Conod, Schweizer Schriftsteller
- 1945: George Eaton, kanadischer Autorennfahrer
- 1945: Judith Roitman, US-amerikanische Mathematikerin
- 1945: Neil Young, kanadischer Rockmusiker
- 1946: James F. Amos, US-amerikanischer Militär
- 1946: Leopold Gmeinwieser, deutscher Schauspieler
- 1946: Keith Claudius Mitchell, grenadischer Premierminister
- 1947: Donald „Buck Dharma“ Roeser, US-amerikanischer Rockmusiker (Blue Öyster Cult)
- 1947: Patrice Leconte, französischer Filmregisseur
- 1948: Egon Schmitt, deutscher Fußballspieler
- 1949: Jack Reed, US-amerikanischer Politiker
- 1950: Barbara Fairchild, US-amerikanische Country-Sängerin
- 1950: Ulrich Schulze, deutscher Schachspieler
- 1950: Coen van Vrijberghe de Coningh, niederländischer Schauspieler

#### 1951–1975
- 1951: Ben Siebenrock, deutscher Bildhauer
- 1951: Hill-Marta Solberg, norwegische Politikerin, Ministerin
- 1952: Ernie Fletcher, US-amerikanischer Politiker, Mitglied des Repräsentantenhauses, Gouverneur von Kentucky
- 1952ː Rohini Godbole, indische Physikerin und Hochschullehrerin
- 1952: Max Grodénchik, US-amerikanischer Schauspieler
- 1952: Dietrich Grönemeyer, deutscher Mediziner, Medizinunternehmer, Autor und gemeinnütziger Stifter
- 1952: Thomas Lengauer, deutscher Informatiker
- 1953: Ursula Mogg, deutsche Politikerin, MdB
- 1953: Rosemarie Pohlack, deutsche Architektin
- 1954: Marek Chlanda, polnischer Zeichner, Grafiker, Installations- und Performancekünstler
- 1954: Olivier Hutman, französischer Jazzpianist
- 1954: Paul McNamee, australischer Tennisspieler
- 1955: Les McKeown, britischer Sänger (Bay City Rollers)
- 1955: Harald Maack, deutscher Schauspieler
- 1956: Uwe Strübing, deutscher Komponist
- 1957: Cécilia Attias, französisches Mannequin
- 1959: Michael Lewis, US-amerikanischer Autorennfahrer und Rennstallbesitzer
- 1960: Kevin Ratcliffe, walisischer Fußballspieler
- 1961: Nadia Comăneci, rumänische Kunstturnerin, Olympiasiegerin
- 1961: Jacqueline Badran, Schweizer Politikerin und Unternehmerin, Nationalrätin
- 1961: Tomas Espedal, norwegischer Autor
- 1961: John Witt, US-amerikanischer Freestyle-Skier
- 1962: Lisa Adler, deutsche Schauspielerin und Coach für Schauspiel
- 1963: Sam Lloyd, US-amerikanischer Schauspieler und Musiker
- 1963: Andreas Brandt, deutscher Cartoonist
- 1963: Gerald Lehner, österreichischer Journalist, Autor, Filmemacher und Fotograf
- 1964: Thomas Berthold, deutscher Fußballspieler
- 1964: David Ellefson, US-amerikanischer Musiker
- 1964: Jakob Hlasek, Schweizer Tennisspieler
- 1964: Barbara Stühlmeyer, deutsche Autorin und Wissenschaftlerin
- 1965: Regula Aebi, Schweizer Leichtathletin
- 1965: Tacita Dean, englische Künstlerin
- 1965: Christian Nauheimer, deutscher Filmeditor
- 1965: Mathias Neumann, deutscher Kameramann
- 1966: Nils Minkmar, deutsch-französischer Historiker und Publizist
- 1966: Anette Norberg, schwedische Curlerin, mehrfache Weltmeisterin und Olympiasiegerin
- 1967: Mannhard Bech, deutscher Handballspieler
- 1967: Ann Lee, britische Sängerin
- 1968: Johnny Lee Archer, US-amerikanischer Poolbillardspieler
- 1968: Nick D’Virgilio, US-amerikanischer Schlagzeuger, Sänger und Gitarrist
- 1969: Harry Attison, vanuatuer Fußballschiedsrichter
- 1970: Valerie Haller, deutsche Moderatorin
- 1970: Tonya Harding, US-amerikanische Eiskunstläuferin
- 1970: Craig Parker, neuseeländischer Schauspieler
- 1970: Oscar Strasnoy, argentinischer Komponist
- 1970: Hrvoje Verzi, deutscher Leichtathlet
- 1972: Wolf Edwards, kanadischer Komponist
- 1973: Mayte Garcia, US-amerikanische Sängerin und Schauspielerin
- 1973: Egil Gjelland, norwegischer Biathlet, Weltmeister, Olympiasieger
- 1973: Thomas Christoph Heyde, deutscher Komponist, Medienkünstler und Kurator
- 1973: Radha Mitchell, australische Schauspielerin, Filmproduzentin und -regisseurin
- 1974: Tareck El Aissami, venezolanischer Politiker
- 1974: Alessandro Birindelli, italienischer Fußballspieler
- 1974: Tyrone Marshall, jamaikanischer Fußballspieler
- 1975: Edvin Murati, albanischer Fußballspieler
- 1975: Dario Šimić, kroatischer Fußballspieler

#### 1976–2000
- 1976: Tevin Campbell, US-amerikanischer R&B-Sänger und Songwriter
- 1976: Dmitri Dorofejew, russischer Eisschnellläufer, Olympiamedaillengewinner
- 1976: Judith Holofernes, deutsche Sängerin (Wir sind Helden)
- 1976: Ingrid Hofer, österreichische Sängerin und Kinderbuchautorin
- 1977: Paul Hanley, australischer Tennisspieler
- 1977: Nobuhiro Yamamoto, japanischer Dartspieler
- 1978: Eric Addo, ghanaischer Fußballspieler
- 1978: Carmen Fenk, Schweizer Sängerin und Songwriterin
- 1978: Sri Indriyani, indonesische Gewichtheberin
- 1978: Alexandra Maria Lara, deutsch-rumänische Schauspielerin
- 1978: Céline Sciamma, französische Drehbuchautorin und Filmregisseurin
- 1978: Ashley Williams, US-amerikanische Schauspielerin
- 1979: Corey Maggette, US-amerikanischer Basketballspieler
- 1979: Kristīne Opolais, lettische Sopranistin
- 1979: Coté de Pablo, chilenisch-US-amerikanische Schauspielerin
- 1980: Isabellah Andersson, schwedische Langstreckenläuferin
- 1980: Ryan Gosling, US-amerikanischer Schauspieler
- 1980: Charlie Hodgson, englischer Rugbyspieler
- 1980: Gustaf Skarsgård, schwedischer Schauspieler
- 1981: Phil Aucoin, US-amerikanischer Eishockeyspieler
- 1981: Annika Becker, deutsche Leichtathletin
- 1981: D. J. Campbell, englischer Fußballspieler
- 1981: Sergio Floccari, italienischer Fußballspieler
- 1982: Sibylla Deen, australische Schauspielerin

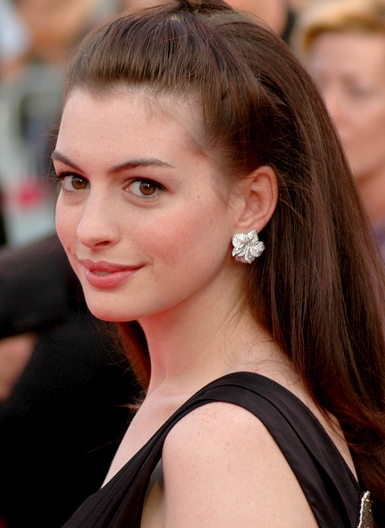
Anne Hathaway (* 1982)

- 1982: Anne Hathaway, US-amerikanische Schauspielerin
- 1982: Maxim Tschudow, russischer Biathlet
- 1982: Stephan Wenk, Schweizer Langstreckenläufer, Duathlet und Bergläufer
- 1982: Wu Hui-ju, taiwanische Bogenschützin
- 1983: Kate Bell, australische Filmschauspielerin
- 1984: Francesco Magnanelli, italienischer Fußballspieler
- 1984: Omarion, US-amerikanischer R&B-Sänger und Schauspieler
- 1984: Conrad Rautenbach, simbabwischer Rallyefahrer
- 1985: Adlène Guedioura, algerischer Fußballspieler
- 1986: Ignazio Abate, italienischer Fußballspieler
- 1986: Robert Müller, deutscher Fußballspieler
- 1986: Jaclyn Ngan, US-amerikanische Schauspielerin
- 1986: Nedum Onuoha, englischer Fußballspieler
- 1987: Kim Dong-hyun, südkoreanischer Bobfahrer

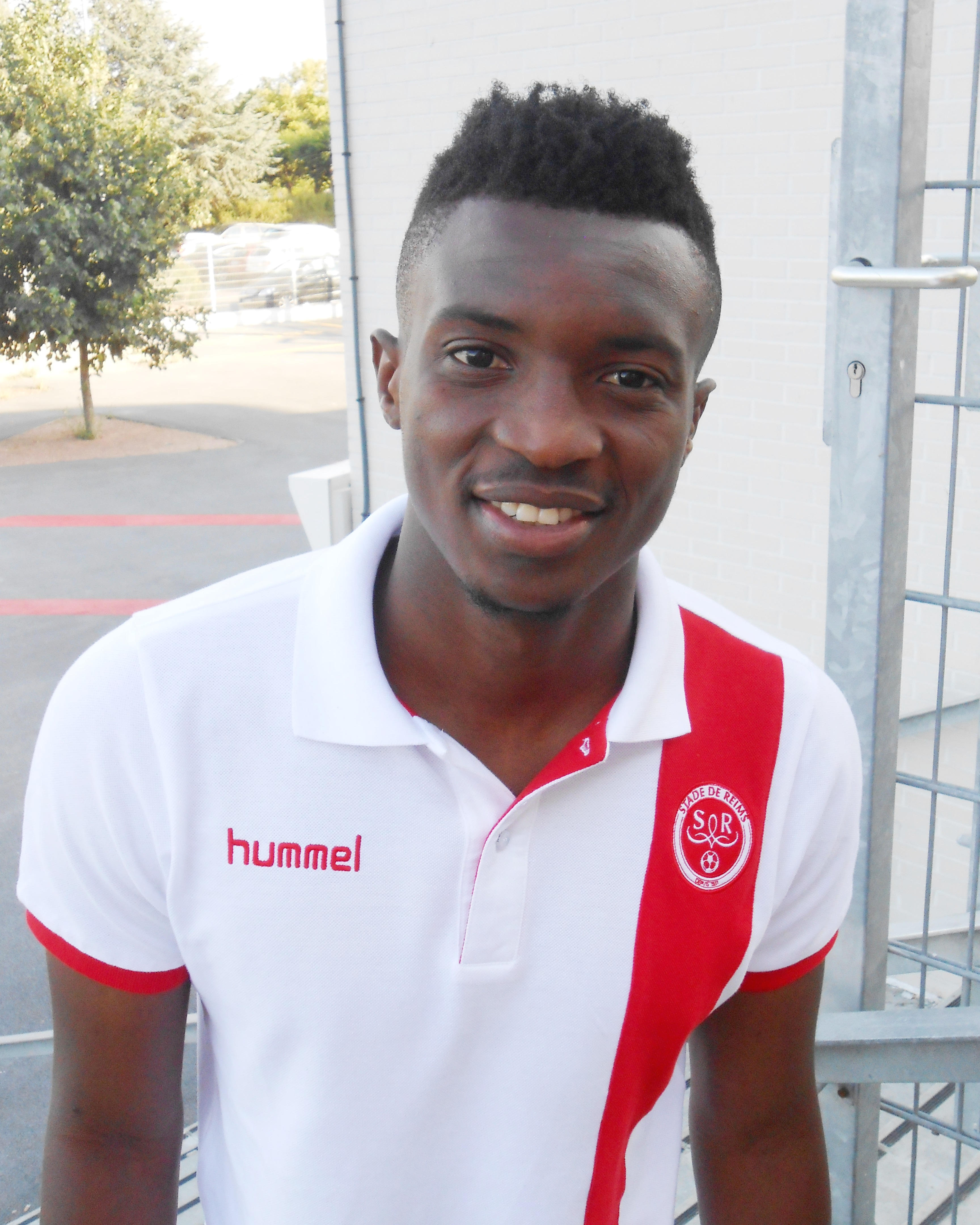
Benjamin Moukandjo (* 1988)

- 1988: Benjamin Moukandjo, kamerunischer Fußballspieler
- 1988: Russell Westbrook, US-amerikanischer Basketballspieler
- 1989: Philipp Riese, deutscher Fußballspieler
- 1990: Adrianna Franch, US-amerikanische Fußballspielerin
- 1990: Florent Manaudou, französischer Schwimmer
- 1991: Michael Hämmerle, österreichischer Snowboarder
- 1991: Roberto Inglese, italienischer Fußballspieler
- 1992: Trey Burke, US-amerikanischer Basketballspieler
- 1995: Philipp Aschenwald, österreichischer Skispringer
- 1995: Thomas Lemar, französischer Fußballspieler
- 1996: Vincenzo Albanese, italienischer Radrennfahrer
- 1996: Nyheim Hines, US-amerikanischer American-Football-Spieler
- 1997: Jannik Borgmann, deutscher Fußballspieler
- 1997: Lea Schüller, deutsche Fußballspielerin
- 1998: Marco Bezzecchi, italienischer Motorradrennfahrer
- 1998: Adrien Etiévent, französischer Telemarker

#### 21. Jahrhundert
- 2002: Vincent Wieser, österreichischer Skirennläufer
- 2005: Zhou Yaqin, chinesische Turnerin

## Gestorben

### Vor dem 16. Jahrhundert
- 0574: Aemilianus von Cogolla, spanischer Einsiedler, Lehrer und Wundertäter
- 0607: Bonifatius III., Papst
- 0657: St. Lieven, irischer Geistlicher, Apostel von Flandern und Brabant, Heiliger
- 0663: Kunibert, Bischof von Köln
- 0882: Gottschalk, Bischof von Eichstätt
- 0973: Burchard III., Graf im Thur- und Zürichgau, Herzog von Schwaben
- 0975: Notker II., Mönch in St. Gallen, Arzt und Maler
- 1035: Knut der Große, König von Dänemark, England und Norwegen
- 1087: Wilhelm I., Graf von Burgund
- 1094: Duncan II., König von Schottland
- 1110: Gebhard III. von Zähringen, Bischof von Konstanz
- 1127: Godebold, Bischof von Utrecht
- 1139: Magnus IV., König von Norwegen
- 1139: Sigurd Slembe, norwegischer Thronprätendent
- 1150: Hartbert, Bischof von Utrecht
- 1209: Philippe du Plessiez, Großmeister des Templerordens
- 1227: al-Muʿazzam, Emir von Syrien und Palästina
- 1227: Siegfried I. von Lichtenberg, Bischof von Hildesheim
- 1278: Dietrich von Marburg, Bischof von Gurk
- 1282: Robert IV., Graf von Dreux und Braine
- 1375: Johann Heinrich von Luxemburg, Graf von Tirol, Markgraf von Mähren
- 1404: Marie von Châtillon-Blois, Herzogin von Anjou
- 1434: Ludwig III., französischer Adliger, Titularkönig von Neapel, Herzog von Anjou und Touraine
- 1463: Didakus, spanischer Laienbruder und Missionar
- 1475: Johanna von Rosental, böhmische Königin
- 1477: Pier Candido Decembrio, in Mailand tätiger Humanist, Übersetzer und Politiker
- 1484: Andreas Jamometić, Erzbischof von Kraina
- 1493: Jacopo del Sellaio, italienischer Maler

### 16. bis 18. Jahrhundert
- 1503: Albrecht V. Göler von Ravensburg, deutscher Adeliger, Vogt in Kreuznach
- 1532: Aegidius de Viterbo, italienischer Geistlicher, Generalprior der Augustiner, Kardinal, Bischof von Viterbo, Lateinischer Patriarch von Konstantinopel
- 1540: Boing von Oldersum, ostfriesischer Adliger
- 1547: Sebastian Aitinger, Sekretär des Schmalkaldischen Bundes
- 1555: Stephen Gardiner, englischer Theologe, Staatsmann, Humanist und Gräzist
- 1560: Caspar Aquila, deutscher Theologe
- 1567: Anne de Montmorency, französischer Heerführer
- 1572: Heinrich zu Stolberg, deutscher Regent
- 1573: Johann Jakob Ammann, Schweizer Geistlicher und Schulleiter
- 1574: Francesco Stancaro, italienischer Humanist, Mediziner, Hebraist, Theologe und Reformator
- 1595: John Hawkins, britischer Seefahrer
- 1600: Andreas von Österreich, österreichischer Adliger und Geistlicher, Kardinal, Bischof von Konstanz und Brixen
- 1603: Johann VII., Graf von Oldenburg
- 1617: Nicolas de Neufville, französischer Diplomat und Politiker
- 1623: Kanō Sadanobu, japanischer Maler
- 1623: Josaphat Kunzewitsch, slawischer Basilianermönch, Prediger und Märtyrer
- 1635: Julius Wilhelm Zincgref, deutscher Schriftsteller
- 1641: Philipp Ludwig III., Graf von Hanau-Münzenberg
- 1660: Antonius Aemilius, deutscher Historiker und Philosoph
- 1671: Thomas Fairfax, 3. Lord Fairfax of Cameron, englischer General, Befehlshaber der New Model Army während des Englischen Bürgerkriegs
- 1672: Melchior Barthel, deutscher Bildhauer
- 1678: Hermann Löher, rheinländischer Kommunalpolitiker, Verfasser einer Schrift gegen die Hexenverfolgung
- 1679: Frans Burman, niederländischer Professor und Theologe
- 1693: Maria van Oosterwijk, niederländische Barockmalerin
- 1712: Tokugawa Ienobu, japanischer Shōgun der Edo-Zeit
- 1720: Peter Wessel Tordenskiold, dänischer See- und Nationalheld
- 1721: Étienne Picart, französischer Kupferstecher
- 1722: Adriaen van der Werff, niederländischer Maler
- 1723: Joseph Clemens von Bayern, Erzbischof von Köln
- 1725: Johann Friedrich Vulpius, Weimarer Amtsarchivar und Registrator
- 1730: Friederike Elisabeth von Sachsen-Eisenach, Herzogin von Sachsen-Weißenfels-Querfurt
- 1738: Theodor Andreas Potocki, polnischer Geistlicher, Bischof von Kulm und Ermland, Erzbischof von Gnesen, Primas von Polen-Litauen
- 1739: Hans Heinrich Schulthess, Schweizer Kaufmann, Politiker und Pietist
- 1742: Christoph Hochreutiner, Schweizer Bürgermeister und Tagsatzungsgesandter
- 1742: Friedrich Hoffmann, deutscher Mediziner
- 1747: Christine Luise von Oettingen-Oettingen, Herzogin zu Braunschweig und Lüneburg, Fürstin von Braunschweig-Wolfenbüttel und Blankenburg
- 1754: Joseph Benedikt von Rost, Bischof von Chur
- 1757: Colley Cibber, britischer Theaterleiter, Impresario, Dramatiker und Dichter
- 1766: Lukas Anton van der Auwera, deutscher Bildhauer
- 1779: Helfrich Peter Sturz, deutscher Schriftsteller der Aufklärung
- 1780: Johann Gottfried Weller, deutscher Geistlicher und Historiker
- 1787: Maria Amoretti, italienische Juristin
- 1795: Franz Christian von Borries, deutscher Adeliger und Geheimrat
- 1799: Frans Casper Snitger, niederländischer Orgelbauer

### 19. Jahrhundert
- 1803: Petro Kalnyschewskyj, ukrainischer Kosakenführer letzter Kosch-Ataman der Saporoger Kosaken, Heiliger
- 1818: Pierre-Joseph Boch, deutscher Gesellschafter und Unternehmer
- 1823: Emanuel Aloys Förster, österreichischer Komponist
- 1825: Carl Leberecht Meßow, deutscher Geistlicher
- 1832: François Étienne de Rosily-Mesros, französischer Admiral
- 1833: Johann Gottlob Worbs, deutscher Theologe und Historiker
- 1840: Gabriel Lory der Ältere, Schweizer Landschaftsmaler, Radierer und Aquarellist
- 1847: Johann Gottfried Hoffmann, deutscher Statistiker, Staatswissenschaftler und Nationalökonom
- 1849: Johann Georg Gröber, österreichischer Orgelbauer
- 1852: Adolph Schoder, württembergischer Politiker, MdL, Mitglied der Frankfurter Nationalversammlung
- 1853: Heinrich Escher, Schweizer Unternehmer und Entomologe
- 1857: Manuel Oribe, uruguayischer Politiker, Staatspräsident
- 1857: August Heinrich von Pachelbel-Gehag, deutscher Offizier, Beamter und Gutsbesitzer
- 1861: Albert Dufour-Féronce, deutscher Bankier, Unternehmer und Eisenbahnpionier
- 1863: Per Krafft der Jüngere, schwedischer Maler
- 1869: Amos Kendall, US-amerikanischer Politiker, Postminister
- 1869: Friedrich Overbeck, deutscher Maler
- 1876: Edouard Plouvier, französischer Dramatiker und Librettist
- 1878: Berthold von Freydorf, badischer Offizier
- 1879: Jakob Heine, deutscher Arzt
- 1882: John Gould Stephenson, US-amerikanischer Mediziner, Leiter der Library of Congress

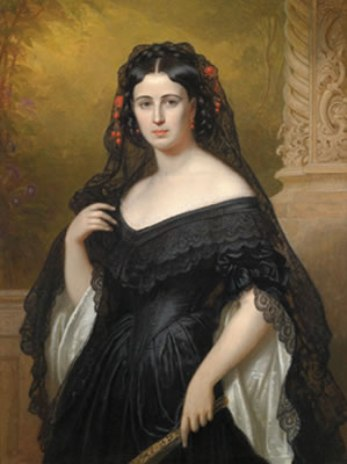
Henriette Mendel († 1891)

- 1882: August von Werder, deutscher Orgelbauer
- 1891ː Henriette Mendel, deutsche Schauspielerin und Gattin von Herzog Ludwig in Bayern
- 1893: Alexander Freiherr von Bach, österreichischer Politiker und Diplomat, mehrfacher Minister, Reichstagsabgeordneter
- 1895: Pierre-Edmond Hocmelle, französischer Organist und Komponist
- 1897: Victor Hüter, deutscher Arzt für Geburtshilfe
- 1898: Otto Theodor von Seydewitz, deutscher Politiker, MdL, MdR, Reichstagspräsident

### 20. Jahrhundert

#### 1901–1950
- 1901: Johann Baptist Gaudy, Schweizer Kaufmann, Bankier und Politiker
- 1907: Arnulf Prinz von Bayern, bayerischer Generaloberst
- 1914: Augusto dos Anjos, brasilianischer Dichter
- 1914: Sylvester Stieber, deutscher Offizier und Kolonialbeamter
- 1916: Percival Lowell, US-amerikanischer Astronom, Gründer des Lowell Observatoriums
- 1917: Hans Bachmann, Schweizer Maler
- 1921: Fernand Khnopff, belgischer Maler und Grafiker
- 1922: Bellamy Storer, US-amerikanischer Diplomat und Politiker
- 1924: Caspar Augustin Geiger, deutscher Genre-, Historien- und Stilllebenmaler
- 1925: Roman Statkowski, polnischer Komponist und Musikpädagoge
- 1925: Tominaga Tarō, japanischer Schriftsteller
- 1926: Leopold Freiherr von Aichelburg-Labia, österreichischer Politiker
- 1932: Evangeline Adams, US-amerikanische Beraterin, Astrologin und Buchautorin

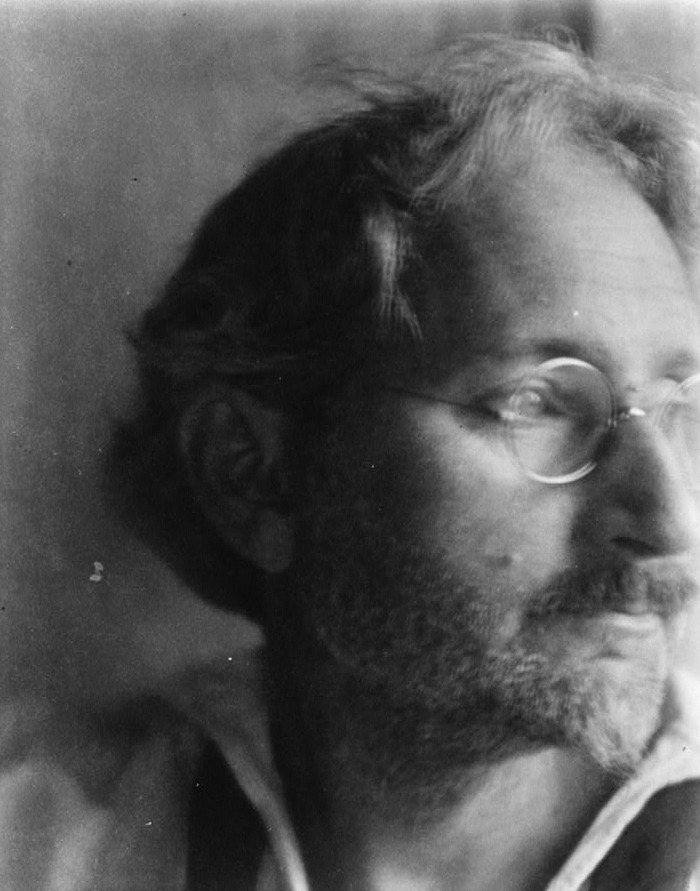
Fred Holland Day († 1933)

- 1932: Freda Ehmann, deutsch-amerikanische Unternehmerin
- 1933: Fred Holland Day, US-amerikanischer Fotograf und Verleger, Vordenker der künstlerischen Fotografie
- 1934: Walther Bensemann, deutscher Fußballpionier, Gründer des Sportmagazins Kicker
- 1934: Henri Verbrugghen, belgischer Dirigent, Geiger und Musikpädagoge
- 1939: Max Sering, deutscher Nationalökonom
- 1940: Alejandro García Caturla, kubanischer Komponist
- 1941: Martha Abicht, deutsche Kindergärtnerin
- 1941: Leo Graetz, deutscher Physiker
- 1941: Eduardo Schaerer, paraguayischer Politiker
- 1942: Elmer Niklander, finnischer Sportler, Olympiamedaillengewinner
- 1943: Agnes Bluhm, deutsche Ärztin
- 1944: Georg David Birkhoff, US-amerikanischer Mathematiker
- 1944: Edgar Stillman Kelley, US-amerikanischer Komponist, Dirigent, Organist, Pianist, Musikkritiker und Musikpädagoge
- 1945: James Wheaton Mott, US-amerikanischer Politiker
- 1948: Umberto Giordano, italienischer Komponist
- 1950: Lesley Ashburner, US-amerikanischer Hürdenläufer

#### 1951–2000
- 1953: Edmund Kaufmann, deutscher Politiker, MdL, Landesminister
- 1954: Richard Ambronn, deutscher Geophysiker
- 1954: John Meehan, US-amerikanischer Drehbuchautor
- 1955: Tin Ujević, kroatischer Dichter
- 1960: Carl Engelbert Böhmer, deutscher Politiker
- 1961: Gustaf Henning Andersson, schwedischer Politiker
- 1962: Bror Abelli, schwedischer Regisseur, Schauspieler, Sänger, Schriftsteller und Kinobesitzer
- 1962: Joseph Georg Oberkofler, österreichischer Jurist, Erzähler und Lyriker
- 1962: Sid Tomack, US-amerikanischer Schauspieler
- 1966: Don Branson, US-amerikanischer Autorennfahrer
- 1966: Ewald Budde, deutscher Politiker
- 1967: Gerd Semmer, deutscher Lyriker, Feuilletonist und Übersetzer
- 1967: Stanisław Adamski, polnischer Geistlicher und Politiker, Bischof von Kattowitz
- 1971: Dietrich Klagges, deutscher Politiker, MdR, Landesminister und Ministerpräsident des Freistaates Braunschweig, verurteilter Straftäter

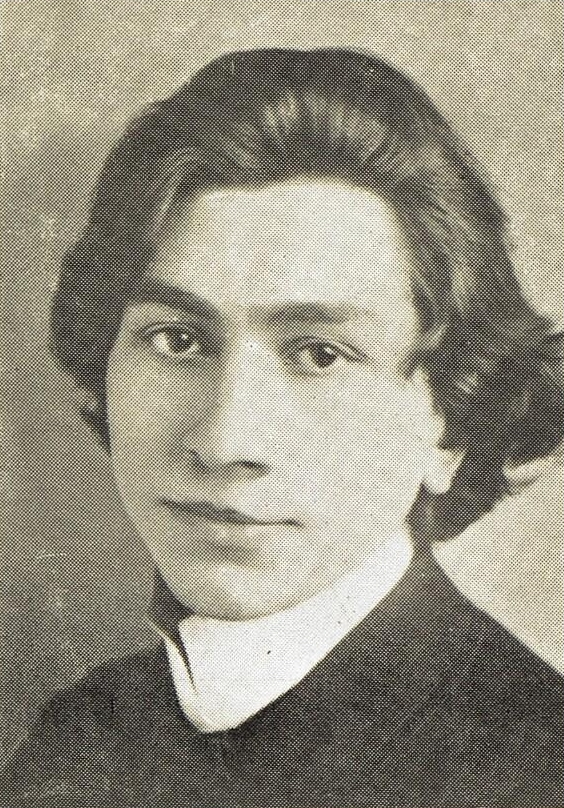
Rudolf Friml († 1972)

- 1972: Rudolf Friml, US-amerikanischer Pianist und Komponist tschechischer Herkunft
- 1972: Tommy Wisdom, britischer Autorennfahrer und Journalist
- 1973: Willy Ackermann, Schweizer Schauspieler, Operettenbuffo und Kabarettist
- 1973: Alfred Ahner, deutscher Maler und Zeichner
- 1976: Walter Piston, US-amerikanischer Komponist
- 1977: William Murray, australischer Leichtathlet
- 1977: Ingrid Schubert, deutsche Terroristin, Gründungsmitglied der RAF
- 1979: Ursula Adam, deutsche Journalistin und Dichterin
- 1980: Andrei Alexejewitsch Amalrik, russischer Historiker, Publizist, Schriftsteller und Dissident
- 1980: Alexander Voormolen, niederländischer Komponist
- 1981: Herman Pilnik, deutsch-argentinischer Schachmeister

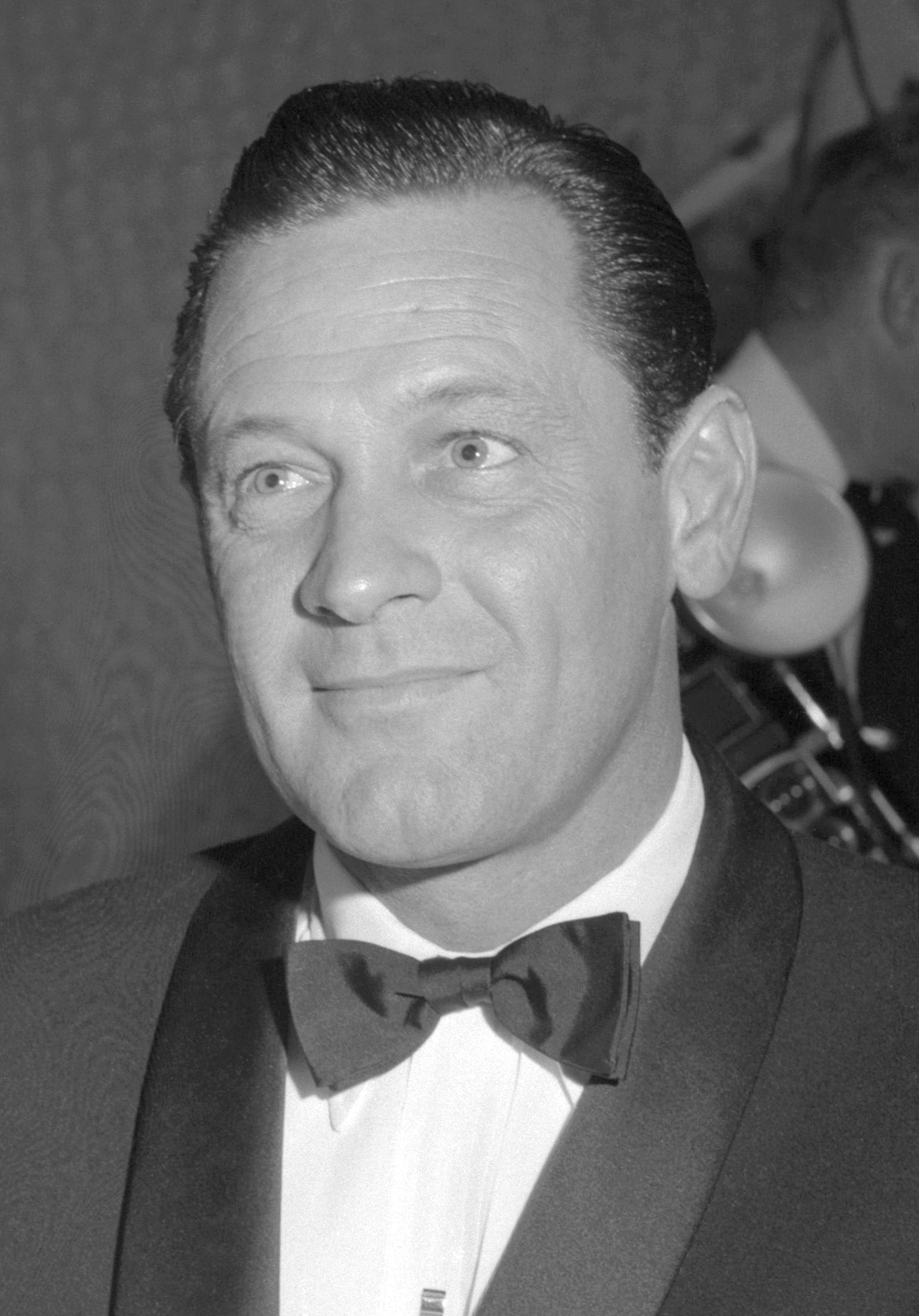
William Holden († 1981)

- 1981: William Holden, US-amerikanischer Filmschauspieler
- 1982: Rudi Baerwind, deutscher Maler
- 1982: Eduardo Mallea, argentinischer Schriftsteller und Diplomat
- 1985: Ildebrando Gregori, italienischer Ordenspriester, Ehrwürdiger Diener Gottes
- 1986: Shimao Toshio, japanischer Schriftsteller
- 1987: Lasgush Poradeci, albanischer Dichter
- 1988: Lev Aronson, deutscher Cellist, Cellolehrer und Komponist

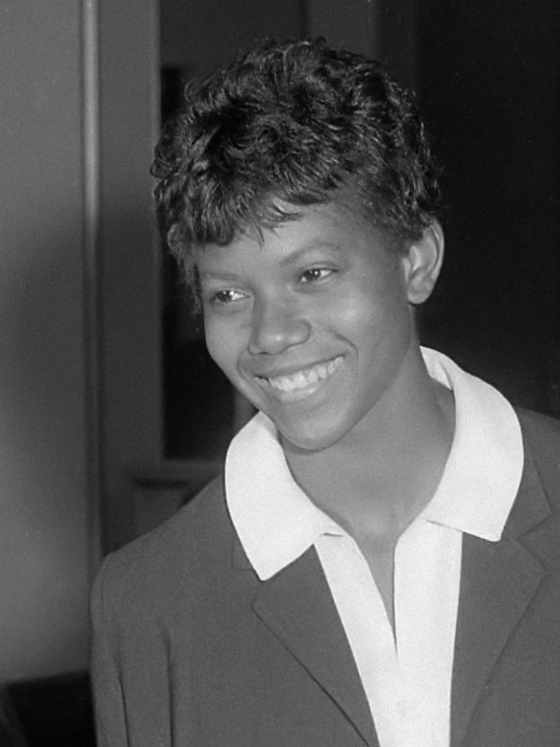
Wilma Rudolph († 1994)

- 1988: Kusano Shinpei, japanischer Lyriker
- 1988: Tomasz Sikorski, polnischer Komponist
- 1990: Eve Arden, US-amerikanische Schauspielerin
- 1991: Kamal Bamadhaj, malaysisch-neuseeländischer Menschenrechtler
- 1994: Wilma Rudolph, US-amerikanische Leichtathletin
- 1996: Ishigaki Ayako, japanische Autorin und Feministin (* 1903)
- 1997: Lucy Ackerknecht, deutsche Psychotherapeutin und Autorin
- 1997: Maria Gräfin von Maltzan, deutsche Biologin, Tierärztin und Widerstandskämpferin gegen die Nationalsozialisten
- 1998: Gwendolyn Koldofsky, kanadische Pianistin und Musikpädagogin
- 1998ː Françoise Vannay-Bressoud, Schweizer Politikerin und Bürgerrechtlerin
- 2000: Leah Rabin, israelische Politikerin, Ehefrau von Jitzchak Rabin

### 21. Jahrhundert
- 2003: Jonathan Brandis, US-amerikanischer Schauspieler
- 2003: Artur Hennings, deutscher Schachspieler
- 2003: Tony Thompson, US-amerikanischer Musiker
- 2004: Usko Meriläinen, finnischer Komponist und Dirigent
- 2007: Werner Geier, österreichischer Radiojournalist
- 2007: Bob Holbert, US-amerikanischer Unternehmer und Autorennfahrer
- 2007: Ira Levin, US-amerikanischer Drehbuchautor und Schriftsteller
- 2007: Peter Steiner, Schweizer Musiker und Werbefigur
- 2008: Juanito Arteta, venezolanischer Trompeter und Arrangeur
- 2008: Henri d’Attilio, französischer Politiker
- 2008: Mitch Mitchell, britischer Jazz- und Rock-Schlagzeuger
- 2008: Serge Nigg, französischer Komponist
- 2008: Robert Schollemann, französischer Automobilrennfahrer
- 2009: Willy Kernen, Schweizer Fußballspieler
- 2010: Henryk Mikołaj Górecki, polnischer Komponist
- 2011: Hermann Herder, deutscher Verleger
- 2012: Wolf Gerlach, deutscher Zeichner
- 2012: Arthur Bialas, deutscher Fußballspieler
- 2013: Alexander Serebrow, sowjetischer Kosmonaut
- 2013: Giuseppe Casari, italienischer Fußballspieler
- 2013: John Tavener, britischer Komponist
- 2014: Warren Clarke, britischer Schauspieler
- 2014: Little Joe Washington, US-amerikanischer Bluesmusiker
- 2018: Gary Belcher, US-amerikanischer Autorennfahrer
- 2018: Stan Lee, US-amerikanischer Comicautor und -redakteur
- 2018: Wolfgang Schlüter, deutscher Jazzmusiker
- 2020: Jerry Rawlings, ghanaischer Politiker
- 2020: Masatoshi Koshiba, japanischer Physiker und Nobelpreisträger
- 2020: Gernot Roll, deutscher Kameramann und Regisseur
- 2021: Michael Rogowski, deutscher Manager und Verbandsfunktionär
- 2021: Wilfriedt Wedmann, kanadischer Leichtathlet
- 2022: Cornelis van der Gijp, niederländischer Fußballspieler
- 2023: Roman Čechmánek, tschechischer Eishockeyspieler und -trainer, Weltmeister, Olympiasieger
- 2023: Inge Trisch, deutsche Fernsehautorin und Redakteurin
- 2023ː Kusuma Wardhani, indonesische Bogenschützin und Politikerin
- 2023: Cornelius von Heyl zu Herrnsheim, deutscher Jurist und Präses der EKD-Synode
- 2024ː Joanne Chory, US-amerikanische Pflanzenbiologin
- 2024ː Agnes Buen Garnås, norwegische Folksängerin
- 2024: Roy Haynes, US-amerikanischer Jazz-Schlagzeuger
- 2024: Bent Mejding, dänischer Schauspieler, Regisseur und Theaterintendant

## Feier- und Gedenktage
- Kirchliche Gedenktage
  - Christian Gottlob Barth, deutscher Pfarrer und Schriftsteller (evangelisch)
  - Hl. Aemilianus von Cogolla, spanischer Eremit (katholisch)
  - Hl. Kunibert von Köln, fränkischer Adeliger und Bischof (katholisch)
  - Hl. Josaphat Kunzewitsch, polnischer Märtyrer und Bischof (katholisch)
- Namenstage
  - Christian, Kunibert, Levin

Weitere Einträge enthält die Liste von Gedenk- und Aktionstagen.